# Cleantioides japonica
Cleantioides japonica là một loài chân đều trong họ Holognathidae. Loài này được Richardson miêu tả khoa học năm 1912.